# Pteracantha agrestis
Pteracantha agrestis là một loài bọ cánh cứng trong họ Cerambycidae.